# Jan Łazowski
Jan Stanisław Łazowski (ur. 17 listopada 1889 w Warszawie, zm. 25 sierpnia 1941 w Auschwitz) – polski prawnik, specjalista prawa ubezpieczeń.

## Życiorys
Od 1909 studiował na Wydziale Prawa i Administracji Uniwersytetu Jagiellońskiego, tam w 1916 otrzymał stopień doktora praw. Po studiach pracował w dziale ubezpieczeń cesarsko-królewskiego austriackiego wojskowego funduszu wdów i sierot w Krakowie, w Ubezpieczeniach Wzajemnych Budowli od Ognia oraz Polskiej Dyrekcji Ubezpieczeń w Lublinie. Był działaczem Polska Partia Socjalistyczna – Lewica, za swoją działalność został w 1919 aresztowany na trzy miesiące, następnie zerwał z aktywną działalnością. Po zwolnieniu został pracownikiem Zakładu Ubezpieczeń Wzajemnych w Warszawie, w latach 1923–1926 był zastępcą naczelnika wydziału w Departamencie Ubezpieczeń Wzajemnych w Ministerstwie Pracy i Opieki Społecznej. W latach 1926–1928 był wiceprezesem Powszechnego Zakładu Ubezpieczeń Wzajemnych, w latach 1928–1932 dyrektorem Państwowego Urzędu Kontroli Ubezpieczeń i komisarzem rządowym w Powszechnym Zakładzie Ubezpieczeń Wzajemnych. W 1932 został przeniesiony w stan spoczynku.
Od połowy lat 20. pracował w Wyższej Szkole Handlowej (przekształconej w 1933 w Szkołę Główną Handlową) w Warszawie oraz w Szkole Nauk Politycznych w Warszawie. W 1934 opublikował pracę Wstęp do nauki o ubezpieczeniach, w 1936 otrzymał na SGH stopień docenta. Pod koniec lat. 30. zaangażował się w działalność PPS.
Po wybuchu II wojny światowej został wiceprzewodniczącym Robotniczego Komitetu Pomocy Społecznej. W maju 1940 został aresztowany przez gestapo, przebywał początkowo w więzieniu na Pawiaku, w sierpniu 1940 został wywieziony do Auschwitz-Birkenau, gdzie zmarł 25 sierpnia 1941.

## Odznaczenia
- Krzyż Komandorski Orderu Odrodzenia Polski (8 listopada 1930)[2]